# Prova del laccio

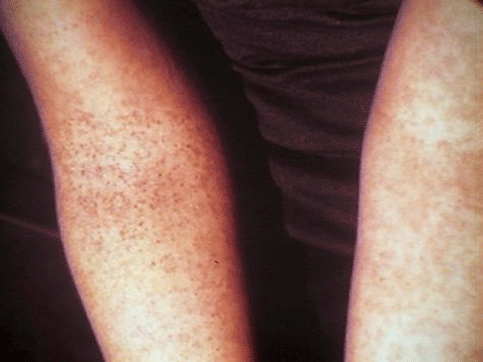
Prova del laccio positiva in paziente affetto da dengue. Si può notare l'aumentato numero di petecchie a sinistra.

La prova del laccio, anche chiamata test di fragilità capillare o test di Rumpel-Leede è un esame diagnostico utilizzato per valutare la fragilità dell'endotelio dei vasi capillari e l'inclinazione del paziente all'emorragia. Può anche essere utilizzato per identificare una piastrinopenia.
L'Organizzazione mondiale della sanità ha incluso la positività a questa prova tra i criteri diagnostici della dengue.
Vedere anche le correzioni di : http://www.aetna.com/cpb/medical/data/400_499/0438.html#dummyLink1

## Procedura
Viene applicato il bracciale dello sfigmomanometro all'avambraccio e gonfiato a un valore di pressione compresa tra quella sistolica e quella diastolica per cinque minuti. Il risultato quantitativo del test si basa sulla numerosità delle petecchie che compaiono sull'avambraccio e sul dorso della mano e viene espresso in gradi di positività (da + a ++++).